# Albuca zenkeri
Albuca zenkeri är en sparrisväxtart som beskrevs av Adolf Engler. Albuca zenkeri ingår i släktet Albuca och familjen sparrisväxter.
Artens utbredningsområde är Kamerun. Inga underarter finns listade i Catalogue of Life.